# Convocazioni alla NORCECA Final Six femminile 2022
Elenco delle giocatrici convocate per la NORCECA Final Six 2022.

## Canada
| N° | Nome              | Ruolo | Data di nascita  | Squadra          |
| -- | ----------------- | ----- | ---------------- | ---------------- |
| -  | Carolyn O'Dwyer   | All   | -                | -                |
| 2  | Melissa Langegger | S     | 29 giugno 1998   | Lugano           |
| 6  | Grace Calnan      | C     | 20 giugno 2001   | Dalhousie        |
| 7  | Layne Van Buskirk | C     | 19 febbraio 1998 | Dresdner         |
| 11 | Nyadholi Thokbuom | C     | 9 giugno 2000    | Mount Royal      |
| 12 | Averie Allard     | P     | 21 aprile 1999   | Saskatchewan     |
| 14 | Gabrielle Attieh  | S     | 17 dicembre 1998 | Vitrolles        |
| 15 | Trinity Solecki   | S     | 13 luglio 2001   | British Columbia |
| 17 | Kacey Jost        | L     | 15 febbraio 2000 | British Columbia |
| 19 | Hannah Duchesneau | S     | 15 maggio 2002   | Queen's          |
| 21 | Avery Heppell     | C     | 25 marzo 1998    | Trinity Western  |
| 22 | Kennedy Snape     | L     | 19 maggio 1997   | Polonia London   |
| 23 | Laura Madill      | P     | 25 aprile 2000   | San Diego        |
| 24 | Natasha Calkins   | O     | 15 luglio 1996   | Puijo            |
| 25 | Sydney Grills     | O     | 9 febbraio 2000  | UBC Okanagan     |

## Cuba
| N° | Nome              | Ruolo | Data di nascita  | Squadra           |
| -- | ----------------- | ----- | ---------------- | ----------------- |
| -  | Tomás Fernández   | All   | -                | -                 |
| 2  | Dezirett Madán    | O     | 10 dicembre 2002 | Uraločka          |
| 4  | Laura Suárez      | C     | 13 dicembre 1998 | Pinar del Río     |
| 5  | Dayana Martínez   | C     | 19 ottobre 2002  | Cienfuegos        |
| 6  | Yalain de la Peña | C     | 6 settembre 2003 | Ciudad Habana     |
| 10 | Ellemay Miranda   | L     | 7 maggio 2002    | Ciudad Habana     |
| 11 | Gretell Moreno    | P     | 30 gennaio 1998  | Královo Pole      |
| 12 | Ailama Cesé       | S     | 29 ottobre 2000  | Uraločka          |
| 14 | Claudia Tarín     | S     | 26 gennaio 2003  | Edremit Altınoluk |
| 15 | Jessica Aguilera  | C     | 25 maggio 1999   | Chamalières       |
| 18 | Sulian Matienzo   | S     | 14 dicembre 1994 | JAV Olímpico      |
| 20 | Greisy Finé       | O     | 21 luglio 1999   | Chamalières       |
| 23 | Lianny Tamayo     | L     | 30 aprile 1999   | Las Tunas         |
| 24 | Thalía Moreno     | P     | 10 aprile 2002   | Leganés           |
| 25 | Ivy Vila          | S     | 22 luglio 2001   | Camagüey          |

## Messico
| N° | Nome               | Ruolo | Data di nascita   | Squadra          |
| -- | ------------------ | ----- | ----------------- | ---------------- |
| -  | Rafael Petry       | All   | 13 luglio 1981    | -                |
| 2  | Samantha Bricio    | S     | 22 novembre 1994  | Dinamo-Ak Bars   |
| 4  | Fernanda Rodríguez | O     | 23 giugno 1997    | Nuevo León       |
| 11 | Jocelyn Urías      | C     | 16 febbraio 1996  | ASKÖ Linz-Steg   |
| 12 | Joseline Landeros  | L     | 20 dicembre 2000  | Nuevo León       |
| 15 | Paola Rivera       | P     | 20 maggio 1999    | ITESM Chihuahua  |
| 16 | Angela Muñoz       | L     | 10 novembre 2000  | Tigrillas UANL   |
| 19 | Vanessa Villegas   | S     | 21 ottobre 1997   | ITESM Chihuahua  |
| 20 | Aimé Topete        | O     | 16 ottobre 2005   | Nayarit          |
| 21 | Fatima Nuñez       | S     | 21 aprile 2000    | Guanajuato       |
| 22 | Nydia González     | C     | 22 maggio 1995    | Tigrillas UANL   |
| 23 | Andrea Elicerio    | C     | 22 gennaio 2002   | Tigrillas UANL   |
| 24 | Claudia Ríos       | S     | 22 settembre 1992 | Volleya Obwalden |
| 25 | Karina Flores      | C     | 16 agosto 1998    | Hapoël Kfar Saba |

## Porto Rico
| N° | Nome                 | Ruolo | Data di nascita   | Squadra               |
| -- | -------------------- | ----- | ----------------- | --------------------- |
| -  | Fernando Morales     | All   | 4 febbraio 1982   | Evansville            |
| 2  | Shara Venegas        | L     | 18 settembre 1992 | Criollas de Caguas    |
| 4  | Raymariely Santos    | P     | 13 aprile 1992    | Pinkin de Corozal     |
| 7  | Stephanie Enright    | S     | 15 dicembre 1990  | Criollas de Caguas    |
| 8  | Paola Rojas          | C     | 26 gennaio 1996   | Changas de Naranjito  |
| 9  | Jennifer Nogueras    | P     | 1º agosto 1991    | Criollas de Caguas    |
| 10 | Diana Reyes          | C     | 3 febbraio 1993   | Criollas de Caguas    |
| 11 | Brittany Abercrombie | O     | 28 dicembre 1995  | Pinkin de Corozal     |
| 12 | Neira Ortiz          | C     | 6 luglio 1993     | Criollas de Caguas    |
| 14 | Natalia Valentín     | P     | 12 settembre 1989 | Valencianas de Juncos |
| 15 | Génesis Collazo      | O     | 4 ottobre 1992    | Changas de Naranjito  |
| 21 | Pilar Victoriá       | S     | 11 ottobre 1995   | Criollas de Caguas    |
| 22 | Karina Ocasio        | S     | 1º agosto 1985    | Criollas de Caguas    |
| 23 | Nomaris Vélez        | L     | 11 giugno 1993    | Changas de Naranjito  |

## Rep. Dominicana
| N° | Nome                | Ruolo | Data di nascita   | Squadra            |
| -- | ------------------- | ----- | ----------------- | ------------------ |
| -  | Marcos Kwiek        | All   | 18 luglio 1967    | -                  |
| 2  | Yaneirys Rodríguez  | L     | 26 giugno 2000    | Mirador            |
| 5  | Brenda Castillo     | L     | 5 giugno 1992     | Savino Del Bene    |
| 6  | Camil Domínguez     | P     | 7 dicembre 1991   | Caribeñas          |
| 7  | Niverka Marte       | P     | 19 ottobre 1990   | Jakarta Pertamina  |
| 8  | Cándida Arias       | C     | 11 marzo 1992     | -                  |
| 9  | Angélica Hinojosa   | C     | 10 gennaio 1997   | Guerreras          |
| 15 | Madeline Guillén    | S     | 4 giugno 2001     | Bandung BJB        |
| 16 | Yonkaira Peña       | S     | 10 maggio 1993    | Rio de Janeiro     |
| 18 | Bethania de la Cruz | S     | 13 maggio 1987    | Athletes Unlimited |
| 20 | Brayelin Martínez   | S     | 11 settembre 1996 | Praia Clube        |
| 21 | Jineiry Martínez    | C     | 3 dicembre 1997   | Praia Clube        |
| 23 | Gaila González      | O     | 25 giugno 1997    | Mert Grup Sigorta  |
| 24 | Geraldine González  | C     | 18 aprile 2002    | Mirador            |
| 25 | Larysmer Martínez   | L     | 18 ottobre 1996   | Guerreras          |

## Stati Uniti
| N° | Nome               | Ruolo | Data di nascita   | Squadra              |
| -- | ------------------ | ----- | ----------------- | -------------------- |
| -  | Michelle Chatman   | All   | -                 | San Diego State      |
| 4  | Bergen Reilly      | P     | 26 maggio 2005    | O'Gorman Catholic HS |
| 10 | Brionne Butler     | C     | 29 gennaio 1999   | Gresik Petrokimia    |
| 17 | Danielle Barton    | S     | 2 febbraio 1999   | Athletes Unlimited   |
| 21 | Veronica Jones     | S     | 20 gennaio 1997   | ŁKS                  |
| 22 | Kendall White      | L     | 7 luglio 1997     | Terville Florange    |
| 27 | Avery Skinner      | S     | 25 aprile 1999    | Baylor               |
| 29 | Alli Stumler       | S     | 16 settembre 1999 | Kentucky             |
| 32 | Dallas Lishman     | L     | 2 settembre 1997  | Athletes Unlimited   |
| 33 | Nia Reed           | O     | 27 giugno 1996    | Bauru                |
| 34 | Stephanie Samedy   | O     | 27 settembre 1998 | Schweriner           |
| 35 | Victoria Dilfer    | P     | 26 febbraio 1999  | Athletes Unlimited   |
| 36 | Madeleine Gates    | C     | 30 ottobre 1998   | Dresdner             |
| 37 | Alison Bastianelli | C     | 24 luglio 1997    | Athletes Unlimited   |
| 38 | Ronika Stone       | C     | 7 giugno 1998     | Athletes Unlimited   |